# Paduniella nearctica
Paduniella nearctica är en nattsländeart som beskrevs av Oliver S. Flint Jr. 1967. Paduniella nearctica ingår i släktet Paduniella och familjen tunnelnattsländor. Inga underarter finns listade i Catalogue of Life.